# Schilowo (Kaliningrad)
Schilowo (russisch Шилово, deutsch Ischdaggen, 1938–1945 Brenndenwalde) ist ein Ort in der russischen Oblast Kaliningrad. Er gehört zur kommunalen Selbstverwaltungseinheit Munizipalkreis Osjorsk im Rajon Osjorsk.

## Geographische Lage
Schilowo liegt fünf Kilometer nordöstlich der Rajonstadt Osjorsk (Darkehmen/Angerapp) an der Kommunalstraße 27K-368 von Rjasanskoje (Hallwischken/Hallweg) nach Schutschkowo (Szuskehmen/Angerhöh). Ein Bahnanschluss besteht nicht.

## Geschichte
Im früheren Ischdaggen waren 1818 insgesamt 89 Einwohner registriert, deren Zahl bis 1863 auf 239 anstieg. Am 6. Mai 1874 gehörte das Dorf zu den fünf Landgemeinden bzw. Gutsbezirken, die den neuerrichteten Amtsbezirk Dinglauken (1938–1946 Altdingelau, seit 1946 Sarodoschnoje) bildeten. Er gehörte – auch nach seiner 1939 erfolgten Umbenennung in „Amtsbezirk Eschingen“ (bis 1938 Eszerningken/Escherningken, seit 1946 Kadymka) – bis 1945 zum Landkreis Darkehmen (1939–1945 Landkreis Angerapp) im Regierungsbezirk Gumbinnen in der preußischen Provinz Ostpreußen.
Im Jahre 1910 lebten in Ischdaggen 160 Menschen, deren Zahl annähernd gleich blieb: 1925 waren es 152, 1933 158 und 1939 noch 145. Am 3. Juni 1938 (mit amtlicher Bestätigung vom 16. Juli 1938) erhielt Ischdaggen aus politisch-ideologischen Gründen die neue Bezeichnung „Brenndenwalde“.
Infolge des Zweiten Weltkrieges kam der Ort mit der gesamten nordostpreußischen Region zur Sowjetunion. 1947 erhielt er den russischen Namen „Schilowo“ und wurde gleichzeitig dem Dorfsowjet Bagrationowski selski Sowet im Rajon Osjorsk zugeordnet. Von 2008 bis 2014 gehörte Schilowo zur Landgemeinde Gawrilowskoje selskoje posselenije, von 2015 bis 2020 zum Stadtkreis Osjorsk und seither zum Munizipalkreis Osjorsk.

## Kirche
Ischdaggen/Brenndenwalde war vor 1945 mit seiner überwiegend evangelischen Bevölkerung in das Kirchspiel Wilhelmsberg eingepfarrt, das zum Kirchenkreis Darkehmen (1938–1946 Angerapp, seit 1946: Osjorsk) in der Kirchenprovinz Ostpreußen der Kirche der Altpreußischen Union gehörte. Der letzte deutsche Geistliche war Pfarrer Johannes Schenk.
In der Zeit der Sowjetunion waren alle kirchlichen Aktivitäten offiziell untersagt. In den 1990er Jahren bildete sich im Nachbarort Kadymka (Eszerningken/Escherningken, 1938–1946 Eschingen) eine neue evangelische Gemeinde, die sich der Propstei Kaliningrad in der Evangelisch-Lutherischen Kirche Europäisches Russland (ELKER) zuordnete. Das zuständige Pfarramt ist das der Salzburger Kirche in Gussew (Gumbinnen).